# Archebio
Archebio (in greco antico: Ἀρχεβιoς?, Archebios; kharoshthi: Arkhebiyasa; fl. I secolo a.C.) fu un sovrano indo-greco che regnò sull'area intorno alla città di Taxila (Arachosia, Gandhara e Punjab) tra il 90 e l'80 a.C..

## Storia
Fu probabilmente uno degli ultimi re indo-greci prima che il re indo-scita Maues conquistasse Taxila, e un contemporaneo di Ermeo in Occidente. Potrebbe essere un parente di Eliocle II, che utilizzava un rovescio simile e anche il titolo di Dikaios.